# Lauro Domingues Prates
Lauro Domingues Prates (Cacequi, 1847 — São Gabriel, 1922) foi um político brasileiro.
Casado com Celanira Augusta Pereira Leitão. Em 1883, com a instalação da primeira câmara municipal de São Vicente do Sul, é o primeiro presidente.
Foi eleito  deputado estadual, à 22ª Legislatura da Assembleia Legislativa do Rio Grande do Sul, de 1893 a 1897.